# Homaloxestis baibaraensis
Homaloxestis baibaraensis – gatunek motyli z rodziny Lecithoceridae i podrodziny Lecithocerinae.
Gatunek ten opisał w 1999 roku Kyu-Tek Park.
Motyl o rozpiętości przednich skrzydeł 15,5 mm. Przód głowy jasnopomarańczowy. Barwa czułek od żółtawobiałej do jasnopomarańczowej. Wierzch głowy, tegule i przednie skrzydła jasnobrązowe, te ostatnie z rozsianymi brązowymi łukami. Tylne skrzydła słabiej szarawe niż u H. cholopis, a wierzchołek przednich mniej spiczasty. Narządy rozrodcze samców o walwie z dwoma wklęśnięciami na brzegu brzusznym, silniejszymi niż u H. cholopis. Edeagus krótszy od walwy.
Owad znany wyłącznie z Tajwanu.